# Xã Ecklund, Quận Burleigh, Bắc Dakota
Xã Ecklund (tiếng Anh: Ecklund Township) là một xã thuộc quận Burleigh, tiểu bang Bắc Dakota, Hoa Kỳ. Năm 2010, dân số của xã này là 103 người.